# Dasineura stellariae
Dasineura stellariae är en tvåvingeart som först beskrevs av Rubsaamen 1916.  Dasineura stellariae ingår i släktet Dasineura och familjen gallmyggor. Inga underarter finns listade i Catalogue of Life.